# Verbeugung

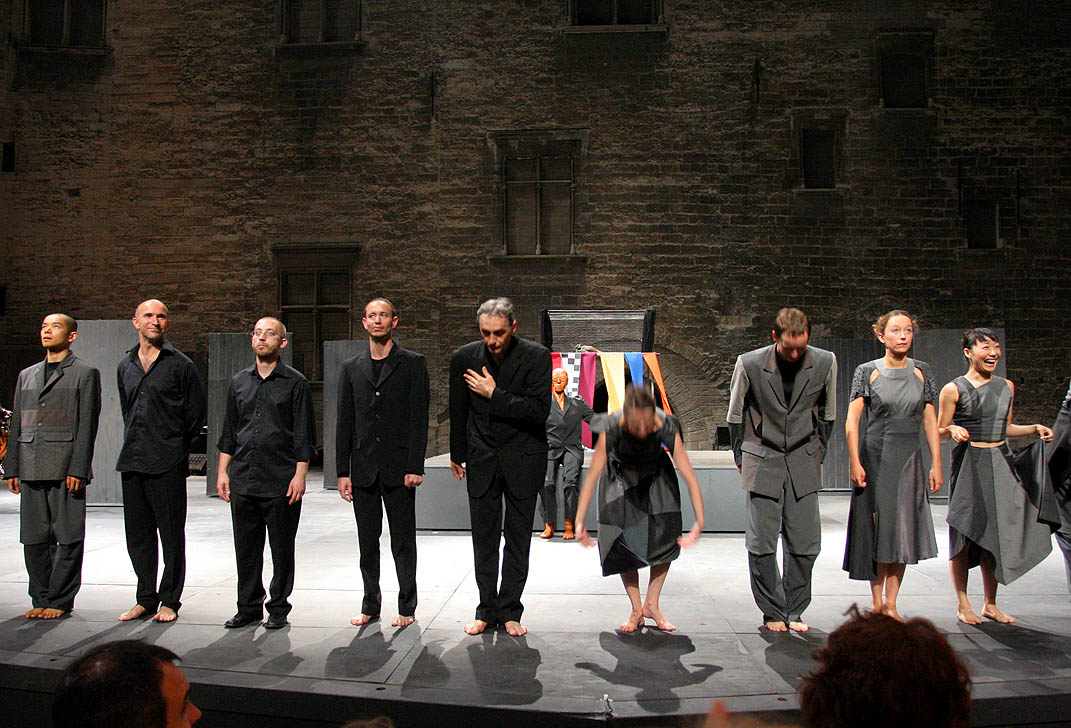
Verbeugung nach einer Darbietung

Die Verbeugung oder Verneigung ist eine Körperhaltung des Menschen, die üblicherweise Respekt ausdrückt.
In Teilen Asiens wird die Verbeugung bei der Begrüßung benutzt; insbesondere ist es dort nicht üblich, sich die Hände zu schütteln. In vielen asiatischen Kampfsportarten verbeugen sich die Kontrahenten vor und nach dem Kampf aus Respekt voreinander, beim Betreten der Dōjō sowie vor der Trainings- oder Kampffläche.

## Vorkommen in der westlichen Kultur

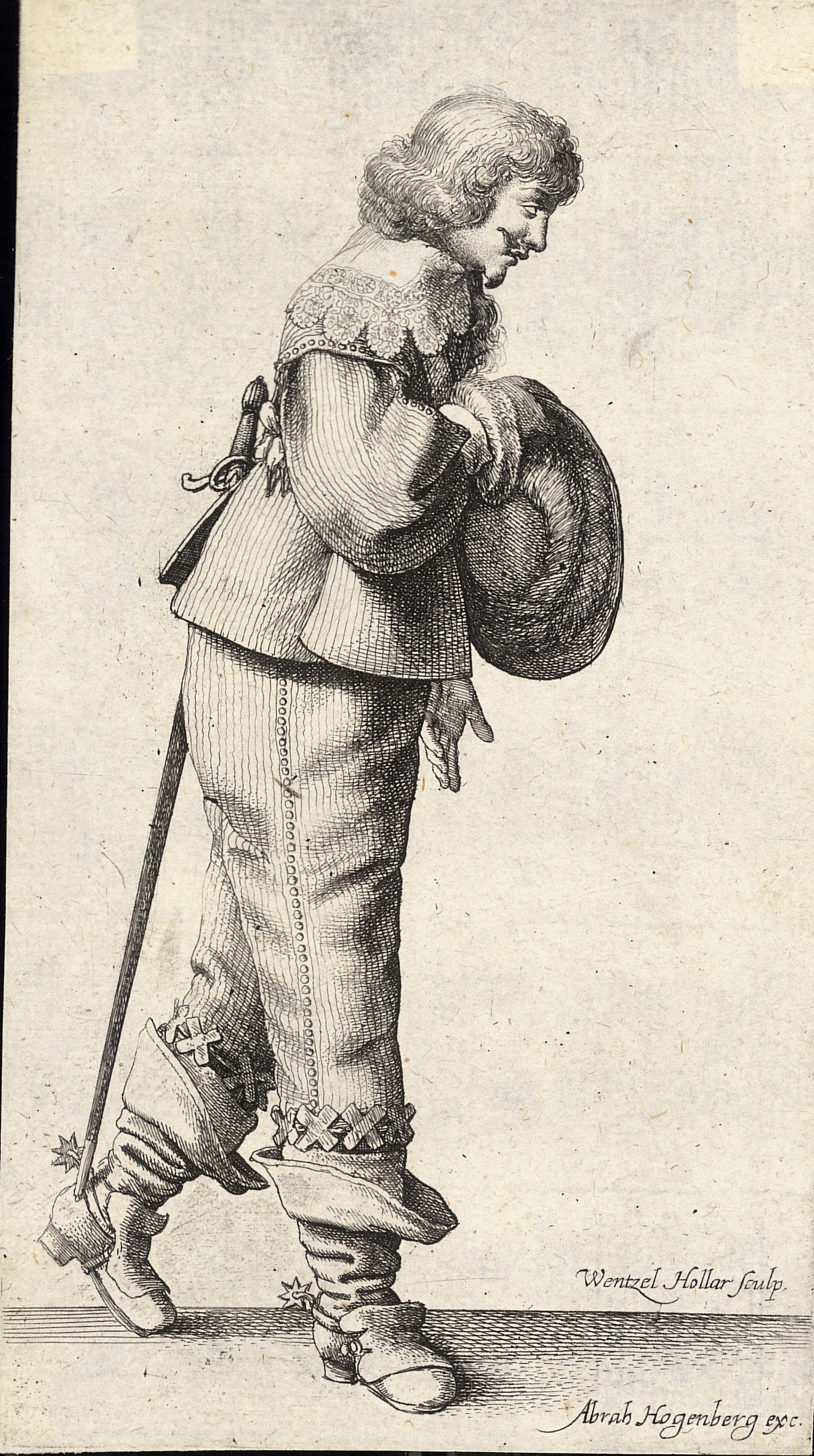
Kratzfuß, Darstellung aus dem 17. Jahrhundert

In der westlichen Kultur ist die Verbeugung als Gruß selten geworden. In bestimmten Situationen stellt sie dennoch eine übliche, angemessene Geste der Respekterweisung dar. Im Bereich der darstellenden Künste verbeugen sich alle Schauspieler, gelegentlich bei Premieren im Theater auch Regisseure, nach einer Darbietung vor dem applaudierenden Publikum, um den Beifall entgegenzunehmen. Die Tiefe der Verbeugung ist proportional zum Grad der Respekt- oder Dankesbezeugung. Traditionellerweise ist die Verbeugung – auch „Diener“ genannt – Männern vorbehalten, Frauen machen einen Knicks. Bis auf wenige Ausnahmen (wie zum Beispiel in der Oper oder im Ballett) wird heutzutage jedoch auch von Frauen häufig die männliche Variante der Verbeugung verwendet. 
Bei Begräbnissen ist es üblich, dass sich Bestatter in verschiedenen Situationen vor dem Sarg oder der Urne des Verstorbenen verbeugen, zum Beispiel bevor diese angehoben und bevor sie ins Grab herabgelassen werden. Hier drückt die Verbeugung den Respekt vor der verstorbenen Person aus und wird von anderen respektvollen Gesten wie zum Beispiel dem Abnehmen des Hutes begleitet.

### Verbeugung in der Liturgie
In der christlichen Liturgie sind Verbeugungen an verschiedenen Stellen und Anlässen vorgesehen. In den orthodoxen Kirchen gehört eine Verbeugung zur Demutsgeste der Metanie oder zum Kreuzzeichen. In der römisch-katholischen Kirche verneigt man sich beim Gottesdienst vor dem Altar, beim Aussprechen bestimmter Worte und liturgischer Formeln und bei bestimmten Handreichungen der Liturgischen Dienste.

### Kratzfuß
In adligen und höfischen Kreisen wurde früher der sogenannte Kratzfuß verlangt: Dabei wurde während der Verbeugung ein Arm angewinkelt vor den Oberkörper gedrückt, der andere leicht vom Körper weggehalten und gleichzeitig ein Fuß nach hinten über den Boden gezogen, wodurch das kratzende Geräusch entstand.
In Anlehnung an den Kratzfuß etablierte sich in der deutschen Umgangssprache der Ausdruck abkratzen als Synonym für sterben.